# 第64回アカデミー賞
第64回アカデミー賞（だい64かいアカデミーしょう）は、1992年3月30日に発表・授賞式が行われた。司会は3年連続となるビリー・クリスタル。

## 式典
ロサンゼルスのドロシー・チャンドラー・パビリオンで行われた64回目のアカデミー賞授賞式は、3時間33分に渡って行われた。ジョナサン・デミの『羊たちの沈黙』が作品賞・監督賞・主演男優賞・主演女優賞・脚色賞の主要5部門を独占し、『或る夜の出来事』、『カッコーの巣の上で』と並ぶ3度目の快挙となった。また、『美女と野獣』がアニメ映画としてはじめて作品賞にノミネートされて話題となった。

## 候補と受賞の一覧
太字は受賞である。
また、以下での人名表記は
1. 作品の日本語公式情報およびAMPAS公式サイトの日本版とWOWOWによる授賞式放送での表記に準ずる。
2. 見当たらない場合はデータベースサイトなどを参考。
3. それでもない場合は英語表記のままとする。

| 作品賞 | 監督賞 |
| --- | --- |
| - 『羊たちの沈黙』 – エドワード・サクソン、ケネス・ウット、ロン・ボズマン - 『美女と野獣』 – ドン・ハーン - 『バグジー』 – マーク・ジョンソン、バリー・レヴィンソン、ウォーレン・ベイティ - 『JFK』 – A・キットマン・ホー、オリバー・ストーン - 『サウス・キャロライナ/愛と追憶の彼方』 – バーブラ・ストライサンド、アンドリュー・カーシュ | - ジョナサン・デミ – 『羊たちの沈黙』 - バリー・レヴィンソン – 『バグジー』 - リドリー・スコット – 『テルマ&ルイーズ』 - ジョン・シングルトン – 『ボーイズ'ン・ザ・フッド』 - オリバー・ストーン – 『JFK』 |
| 主演男優賞 | 主演女優賞 |
| - アンソニー・ホプキンス – 『羊たちの沈黙』 - ウォーレン・ベイティ – 『バグジー』 - ロバート・デ・ニーロ – 『ケープ・フィアー』 - ニック・ノルティ – 『サウス・キャロライナ/愛と追憶の彼方』 - ロビン・ウィリアムズ – 『フィッシャー・キング』 | - ジョディ・フォスター – 『羊たちの沈黙』 - ジーナ・デイヴィス – 『テルマ&ルイーズ』 - ローラ・ダーン – 『ランブリング・ローズ』 - ベット・ミドラー – 『フォー・ザ・ボーイズ』 - スーザン・サランドン – 『テルマ&ルイーズ』 |
| 助演男優賞 | 助演女優賞 |
| - ジャック・パランス – 『シティ・スリッカーズ』 - トミー・リー・ジョーンズ – 『JFK』 - ハーヴェイ・カイテル – 『バグジー』 - ベン・キングズレー – 『バグジー』 - マイケル・ラーナー – 『バートン・フィンク』 | - マーセデス・ルール – 『フィッシャー・キング』 - ダイアン・ラッド – 『ランブリング・ローズ』 - ジュリエット・ルイス – 『ケープ・フィアー』 - ケイト・ネリガン – 『サウス・キャロライナ/愛と追憶の彼方』 - ジェシカ・タンディ – 『フライド・グリーン・トマト』 |
| 脚本賞 | 脚色賞 |
| - 『テルマ&ルイーズ』 – カーリー・クーリ - 『ボーイズ'ン・ザ・フッド』 – ジョン・シングルトン - 『バグジー』 – ジェームズ・トバック - 『フィッシャー・キング』 – リチャード・ラグラヴェネーズ - 『わが街』 – ローレンス・カスダン、メグ・カスダン | - 『羊たちの沈黙』 – テッド・タリー - 『僕を愛したふたつの国/ヨーロッパ ヨーロッパ』 – アニエスカ・ホランド - 『フライド・グリーン・トマト』 – ファニー・フラッグ、キャロル・ソビエスキー - 『JFK』 – オリバー・ストーン、ザカリー・スクラー - 『サウス・キャロライナ/愛と追憶の彼方』 – パット・コンロイ、ベッキー・ジョンストン                                                  |
| 外国語映画賞 | 長編ドキュメンタリー映画賞 |
| - 『エーゲ海の天使』 (イタリア) – ガブリエレ・サルヴァトレス - 『春にして君を想う』 (アイスランド) – フリドリック・トール・フリドリクソン - The Elementary School (チェコスロヴァキア) – ヤン・スヴェラーク - The Ox (スウェーデン) – スヴェン・ニクヴィスト - 『紅夢』 (香港) – 張芸謀 | - In the Shadow of the Stars – Allie Light、アーヴィング・サラフ - Death on the Job – Vince DiPersio、ビル・グッテンタグ - Doing Time: Life Inside the Big House – アラン・レイモンド、スーザン・レイモンド - The Restless Conscience – Hava Kohav Beller - Wild by Law – ローレンス・R・ホット、Diane Garey                                                                       |
| 短編ドキュメンタリー映画賞 | 短編実写映画賞 |
| - Deadly Deception: General Electric, Nuclear Weapons and Our Environment – デブラ・チェイスノフ - A Little Vicious – イミー・ヒュームズ - The Mark of the Maker – デヴィッド・マッゴーワン - Birdnesters of Thailand – エリック・ヴァリ、Alain Majani - Memorial: Letters from American Soldiers – ビル・コーチュリー、バーナード・エデルマン | - Session Man – セス・ウィンストン、ロバート・N・フライド - Birch Street Gym – ステファン・ケスラー、トーマス・C・コンロイ - Last Breeze of Summer – David Massey |
| 短編アニメ賞 | 作曲賞 |
| - Manipulation – ダニエル・グリーブス - Blackfly – クリストファー・ヒントン - Strings – ウェンディ・ティルビー | - 『美女と野獣』 – アラン・メンケン - 『バグジー』 – エンニオ・モリコーネ - 『フィッシャー・キング』 – ジョージ・フェントン - 『サウス・キャロライナ/愛と追憶の彼方』 – ジェームズ・ニュートン・ハワード - 『JFK』 – ジョン・ウィリアムズ |
| 歌曲賞 | 音響編集賞 |
| - ｢美女と野獣｣（『美女と野獣』） – アラン・メンケン (作曲)、ハワード・アッシュマン (作詞) - "Be Our Guest"（『美女と野獣』） – アラン・メンケン (作曲)、ハワード・アッシュマン (作詞) - "Belle"（『美女と野獣』） – アラン・メンケン (作曲)、ハワード・アッシュマン (作詞) - "When You’re Alone"（『フック』） – ジョン・ウィリアムズ (作曲)、レスリー・ブリッカス (作詞) - "(Everything I Do) I Do It for You"（『ロビン・フッド』） – マイケル・ケイメン (作曲)、ブライアン・アダムス (作詞)、ロバート・ラング (作詞) | - 『ターミネーター2』 – ゲイリー・ライドストロム、グロリア・S・ボーダーズ - 『バックドラフト』 – ゲイリー・ライドストロム、リチャード・ハイムンス - 『スタートレックVI 未知の世界』 – ジョージ・ウォーターズ2世、F・ハドソン・ミラー |
| 録音賞 | 美術賞 |
| - 『ターミネーター2』 – トム・ジョンソン、ゲイリー・ライドストロム、ゲイリー・サマーズ、リー・オルロフ - 『バックドラフト』 – ゲイリー・サマーズ、ランディ・トム、ゲイリー・ライドストロム、グレン・ウィリアムズ - 『JFK』 – マイケル・ミンクラー、グレッグ・ランデイカー、トッド・A・メートランド - 『美女と野獣』 – テリー・ポーター、メル・メトカーフ、デヴィッド・J・ハドソン、ドク・カーン - 『羊たちの沈黙』 – トム・フライシュマン、クリストファー・ニューマン                                                   | - 『バグジー』 – デニス・ガスナー (美術)、ナンシー・ハイ (装置) - 『バートン・フィンク』 – デニス・ガスナー (美術)、ナンシー・ハイ (装置) - 『フィッシャー・キング』 – メル・ボーン (美術)、シンディ・カー (装置) - 『フック』 – ノーマン・ガーウッド (美術)、ギャレット・ルイス (装置) - 『サウス・キャロライナ/愛と追憶の彼方』 – ポール・シルバート (美術)、Caryl Heller (装置) |
| 撮影賞 | メイクアップ賞 |
| - 『JFK』 – ロバート・リチャードソン - 『ターミネーター2』 – アダム・グリーンバーグ - 『テルマ&ルイーズ』 – エイドリアン・ビドル - 『バグジー』 – アレン・ダヴィオー - 『サウス・キャロライナ/愛と追憶の彼方』 – スティーヴン・ゴールドブラット | - 『ターミネーター2』 – スタン・ウィンストン、ジェフ・ドーン - 『フック』 – クリスティナ・スミス、モンタギュー・ウェストモア、グレッグ・キャノン - 『スタートレックVI 未知の世界』 – マイケル・ミルズ、エドワード・フレンチ、リチャード・スネル |
| 衣裳デザイン賞 | 編集賞 |
| - 『バグジー』 – アルバート・ウォルスキー - 『フック』 – アンソニー・パウエル - 『ボヴァリー夫人』 – コリンヌ・ジョリー - 『バートン・フィンク』 – リチャード・ホーナング - 『アダムス・ファミリー』 – ルース・マイヤーズ | - 『JFK』 – ピエトロ・スカラ、ジョー・ハッシング - 『ターミネーター2』 – コンラッド・バフ、マーク・ゴールドブラット、リチャード・A・ハリス - 『羊たちの沈黙』 – クレイグ・マッケイ - 『ザ・コミットメンツ』 – ジェリー・ハンブリング - 『テルマ&ルイーズ』 – トム・ノーブル |
| 視覚効果賞 | |
| - 『ターミネーター2』 – デニス・ミューレン、スタン・ウィンストン、ジーン・ウォーレン・Jr、ロバート・スコタック - 『フック』 – エリック・ブレヴィグ、ハーレイ・ジェサップ、 マーク・サリヴァン、マイケル・ランティアーリ - 『バックドラフト』 – ミカエル・サロモン、アレン・ホール、 クレイ・ピネー、スコット・ファーラー | |

### アカデミー名誉賞
- サタジット・レイ[6]

### アービング・G・タルバーグ賞
- ジョージ・ルーカス[7]

### ゴードン・E・ソーヤー賞
- レイ・ハリーハウゼン

### 統計
| 候補数 | 作品名                              |
| ------ | ----------------------------------- |
| 10     | バグジー                            |
| 8      | JFK                                 |
| 7      | サウス・キャロライナ/愛と追憶の彼方 |
| 7      | 羊たちの沈黙                        |
| 6      | 美女と野獣                          |
| 6      | ターミネーター2                     |
| 6      | テルマ&ルイーズ                     |
| 5      | フィッシャー・キング                |
| 5      | フック                              |
| 3      | バックドラフト                      |
| 3      | バートン・フィンク                  |
| 2      | ボーイズ'ン・ザ・フッド             |
| 2      | ケープ・フィアー                    |
| 2      | フライド・グリーン・トマト          |
| 2      | ランブリング・ローズ                |
| 2      | スタートレックVI 未知の世界         |

| 受賞数 | 作品名          |
| ------ | --------------- |
| 5      | 羊たちの沈黙    |
| 4      | ターミネーター2 |
| 2      | 美女と野獣      |
| 2      | バグジー        |
| 2      | JFK             |

## プレゼンター・パフォーマー[8]

### プレゼンター
| プレゼンター                                    | 役                                                              |
| ----------------------------------------------- | --------------------------------------------------------------- |
| チャーリー・オドネル                            | アナウンサー                                                    |
| カール・マルデン (AMPAS会長)                    | 開会挨拶                                                        |
| ウーピー・ゴールドバーグ                        | 助演男優賞                                                      |
| レベッカ・デモーネイ クリストファー・ロイド     | メイクアップ賞                                                  |
| ジョー・ペシ                                    | 助演女優賞                                                      |
| アネット・ベニング                              | 美術賞                                                          |
| スティーヴン・スピルバーグ                      | アービング・G・タルバーグ賞                                     |
| アントニオ・バンデラス シャロン・ストーン       | 音響編集賞                                                      |
| ジーナ・デイヴィス スーザン・サランドン         | 編集賞                                                          |
| ダナ・カーヴィ マイク・マイヤーズ               | 短編実写映画賞                                                  |
| 野獣 ベル Chip, the teacup                      | 短編アニメ映画賞                                                |
| デミ・ムーア                                    | 衣裳デザイン賞                                                  |
| シルヴェスター・スタローン                      | 外国語映画賞                                                    |
| ダリル・ハンナ エドワード・ジェームズ・オルモス | 録音賞                                                          |
| トム・ハンクス                                  | Academy Award for Technical Achievement ゴードン・E・ソーヤー賞 |
| スパイク・リー ジョン・シングルトン             | 長編ドキュメンタリー映画賞 短編ドキュメンタリー映画賞           |
| リチャード・ギア                                | 撮影賞                                                          |
| ローラ・ダーン ダイアン・ラッド                 | 視覚効果賞                                                      |
| パトリック・スウェイジ                          | 作曲賞                                                          |
| オードリー・ヘプバーン                          | 名誉賞 (サタジット・レイ)                                       |
| ロバート・デュヴァル アンジェリカ・ヒューストン | 脚本賞 脚色賞                                                   |
| キャシー・ベイツ                                | 主演男優賞                                                      |
| シャーリー・マクレーン ライザ・ミネリ           | 歌曲賞                                                          |
| マイケル・ダグラス                              | 主演女優賞                                                      |
| ケヴィン・コスナー                              | 監督賞                                                          |
| ポール・ニューマン エリザベス・テイラー         | 作品賞                                                          |

### パフォーマー
| 名前                                                           | 役           | 内容 |
| -------------------------------------------------------------- | ------------ | --- |
| ビル・コンティ                                                 | 編曲         | オーケストラ |
| ビリー・クリスタル                                             | 司会         | オープニングナンバー: 美女と野獣 ("theme song" 『パティ・デューク・ショウ』) 羊たちの沈黙 ("The Shadow of Your Smile" 『いそしぎ』) バグジー ("Toot Toot Tootsie Goo' Bye" 『ジャズ・シンガー』) JFK ("Three Coins in the Fountain" Three Coins in the Fountain) サウス・キャロライナ/愛と追憶の彼方 ("Don't Rain on My Parade" 『ファニー・ガール』) |
| ペイジ・オハラ リチャード・ホワイト                            | パフォーマー | "Belle" (美女と野獣) |
| ジェリー・オーバック                                           | パフォーマー | "Be Our Guest" (美女と野獣) |
| ブライアン・アダムス                                           | パフォーマー | "(Everything I Do) I Do It for You" (ロビン・フッド) |
| アンバー・スコット                                             | パフォーマー | "When You're Alone" (フック) |
| ピーボ・ブライソン セリーヌ・ディオン アンジェラ・ランズベリー | パフォーマー | ｢美女と野獣｣ (美女と野獣) |